# Dorothee Haffner
Dorothee Haffner (* 1959 in Bamberg) ist eine deutsche Kunsthistorikerin.
Dorothee Haffner studierte von 1982 bis 1991 Kunstgeschichte, Musikwissenschaft und Italienisch an der FU Berlin und der Universität Freiburg. In Freiburg wurde sie 1991 mit der Arbeit De ornamento parietum sacrorum (1460–1530). Zur Innendekoration lombardischer Sakralbauten promoviert. Daran schloss sich bis 1993 ein Volontariat am Rheinischen Landesmuseum Bonn an. 1993/94 war Haffner an der Konzeption der 1994 durchgeführten Ausstellung Carl Joseph Begas (1794–1854) – Blick in die Heimat im Kreismuseum Heinsberg sowie an der Erstellung des zugehörigen Kataloges beteiligt. 1995 wurde sie Leiterin der Diathek und des Bildarchiv des Kunstgeschichtlichen Seminars der HU Berlin. Neben anderen Dingen zeichnete sie für die Konzeption und Weiterentwicklung der kunsthistorischen Bilddatenbank imago verantwortlich. Zudem war sie an Konzeption und Koordination von prometheus – Das verteilte digitale Bildarchiv für Forschung und Lehre maßgeblich beteiligt und von 2003 bis 2021 auch stellvertretende Vorstandsvorsitzende des Vereins prometheus e. V. Von 2006 bis 2009 folgte die Mitarbeit an Konzeption und Koordination des BMBF-Projektes HyperImage – Bildorientierte e-science-Netzwerke. Zum April 2009 wurde Haffner zur Professorin für Museumskunde mit dem Lehrgebiet EDV im Museum: Dokumentation und Medien an die HTW Berlin berufen. Seit Herbst 2011 leitet sie das Berliner Zentrum Industriekultur.
Haffner beschäftigt sich vorrangig mit Museumskunde, Museumssoftware, der Inventarisierung, Dokumentation, Digitalisierung und Langzeitarchivierung von Museumsgut, digitalen Möglichkeiten der Provenienzforschung sowie der Industriekultur.

## Schriften
- mit Barbara Kückels: Carl Andreas Abel. Der Beobachter hinter der Kamera. Handwerk und Industrie an Rhein und Ruhr. (= Kunst und Altertum am Rhein, Band 137) Rheinland-Verlag, Köln 1992, ISBN 3-7927-1311-X.
- mit Rita Müllejans-Dickmann, Udo Felbinger: Carl Joseph Begas (1794–1854). Blick in die Heimat. (= Museumsschriften des Kreises Heinsberg, Band 15) Kreis Heinsberg, Heinsberg 1994, ISBN 3-925620-14-1.
- De ornamento parietum sacrorum (1460–1530). Zur Innendekoration lombardischer Sakralbauten. (= Studien zur Kunstgeschichte, Band 125) Olms, Hildesheim und andere 1999, ISBN 3-487-10308-7.
- Herausgeberin mit Katharina Hornscheidt: Stoffmuster im Fokus – Renaissance und Rezeption. (= Intelligente Verbindungen, Band 2), Netzwerk Mode Textil e.V, Berlin 2015, ISSN 2364-1983 online.
- mit Christina Stehr: Unter Strom. Berlin auf dem Weg zur Metropole. Edition Braus, Berlin 2019, ISBN 978-3-86228-187-9.

## Belege
1. ↑  prometheus-bildarchiv.de
2. ↑  hyperimage (Memento des Originals vom 10. August 2011 im Internet Archive)  Info: Der Archivlink wurde automatisch eingesetzt und noch nicht geprüft. Bitte prüfe Original- und Archivlink gemäß Anleitung und entferne dann diesen Hinweis.
3. ↑  industriekultur.berlin

| Personendaten    | Personendaten              |
| ---------------- | -------------------------- |
| NAME             | Haffner, Dorothee          |
| KURZBESCHREIBUNG | deutsche Kunsthistorikerin |
| GEBURTSDATUM     | 1959                       |
| GEBURTSORT       | Bamberg                    |